# 肯尼亚国家公园列表
肯尼亚的国家公园由肯尼亚野生生物服务署管理。

## 列表
- 阿伯德爾國家公園
- 安博塞利国家公园
- 阿拉布科索科凱國家公園
- 东察沃国家公园
- 纳库鲁湖国家公园
- 肯尼亚山国家公园
- 马萨比特国家公园
- 梅鲁国家公园
- 埃尔贡国家公园
- 奈洛比國家公園
- 西察沃国家公园

## 保护区
- 马赛马拉国家保护区